# ФК Викторија Загреб
Загребачки шпортски клуб Викторија (ЗШК Викторија) основан је у Загребу 1907. године (по неким изворима основан је 1908. године). Основали су га ученици Доњоградске гимназије. У почетку је то био школски клуб у коме су играли дечаци ученици другог разреда. Своје домаће утакмице у првим годинама је играо на „Елипси“, да би од 1922. године прешао на Игралиште уз Мирамарску улицу. Клуб је распуштен 6. јуна 1945, одлуком Министра народног здравља Социјалистичке републике Хрватске.

## Историја клуба
Професионални клуб је основан под именом Шпортски клуб Викторија. Од 1918. године до лета 1919. године због недостатка играча наступа заједно са ХШК Конкордијом под називом „Конкордија–Викторија“. 1923. године играчи ХШК Пенкале прелазе у Викторију и од тада се клуб зове Загребачки шпортски клуб Викторија. 15. јул 1941. године спаја се са ШК Загребом у „НК Крешимир“, али убрзо враћа име у ЗШК Викторија. У Првенству загребачког ногометног подсавеза 1945. године наступио је под именом “НК Напредак“. Клуб је угашен 6. јуна 1945.

## Такмичења и успеси
Такмичио се у „Првенству Хрватске и Славоније у сезони 1913/14. Од 1919. године такмичи се у Првенству загребачког ногометног подсавеза. Највеће успехе постиже 1931. године када постаје шампион прве А лиге, те 1931/32. када испада у четвртини финала државног првенства. Четврти је загребачки клуб (уз ХАШК, Конкордију i 1. ХШК Грађански) који је изборио завршницу такмичења националног првенства.